# AMSA
Amsa (acronimo di Azienda Milanese Servizi Ambientali) è una società del gruppo A2A che gestisce la raccolta e lo smaltimento dei rifiuti urbani della città di Milano e di quattordici comuni dell'Area Metropolitana Milanese.

## Storia
Amsa gestisce i servizi di igiene urbana, raccolta e smaltimento dei rifiuti a Milano dal 1907, costituendo la Azienda Milanese Servizi Ambientali.
Nel 1910 il Comune di Milano, che tre anni prima aveva municipalizzato il servizio di pulizia delle strade, decise di individuare un unico luogo per il deposito dell'immondizia milanese. Fu scelto un terreno nella località detta “delle Rottole”, non lontano dall'attuale Cascina Gobba, dove si trova ancora oggi il quartier generale di Amsa.

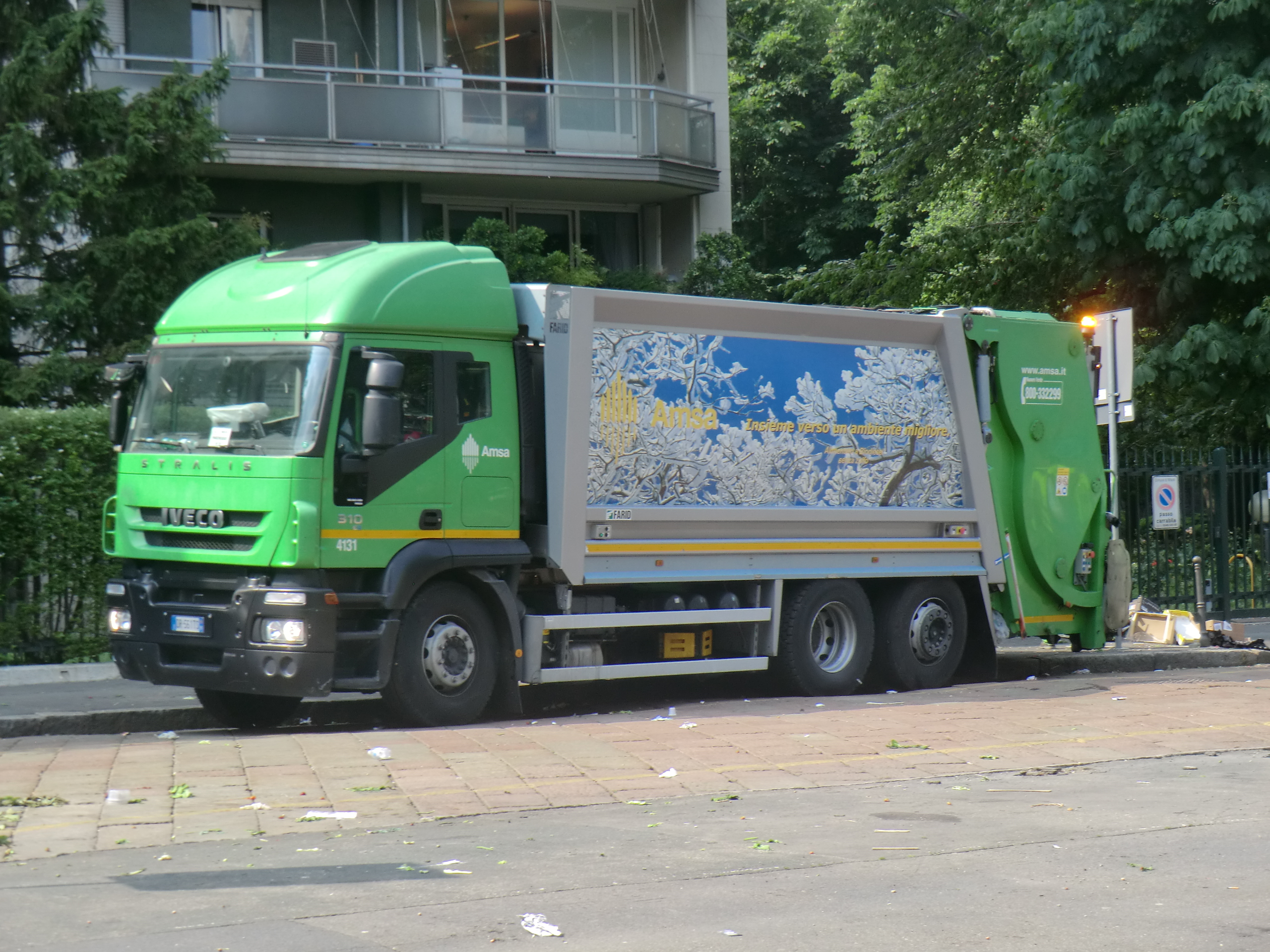
Tipico mezzo AMSA di raccolta dei rifiuti.

Nel 1929 nacque SPAI - Servizi Pubblici Anonima Italiana - l'azienda antenata di Amsa. La raccolta veniva effettuata direttamente negli scantinati delle abitazioni, adibiti ad accogliere i rifiuti domestici. Gli operatori raccoglievano i rifiuti in una cesta - la gerla - che portavano sulle spalle e che successivamente svuotavano nell'unico mezzo disponibile: un carro con cassone trainato da un cavallo. Già allora esisteva un servizio di cernita dei rifiuti che veniva effettuato dagli operatori della società sia meccanicamente sia a mano, direttamente nelle aree di stoccaggio. La qualità di questa “raccolta differenziata” era ad ogni modo molto buona: negli anni '50 la raccolta di rifiuti della città di Milano si attestava a circa 240 000 tonnellate l'anno e si riuscivano a recuperare alcune decine di tipologie di materiali diversi.
Nel 1952 il servizio fu affidato alla G.S.I. (Gestione Servizio Immondizie), che divenne S.I.D. (Servizio Immondizie Domestiche) nel 1954. Nel 1968 venne inaugurato in via Zama un forno di incenerimento dei rifiuti, il primo termovalorizzatore in Italia in grado di produrre energia da cedere alla rete elettrica. Due anni dopo l'Azienda venne municipalizzata e denominata AMNU (Azienda Municipale Nettezza Urbana) e nel 1975 venne realizzato un secondo impianto di incenerimento in via Silla. L'acronimo Amsa - Azienda Municipale Servizi Ambientali - venne utilizzato a partire dal 1985.
Nel gennaio del 2008 Amsa è entrata a far parte del gruppo A2A, la multiutility nata dalla fusione tra AEM e ASM, le due aziende storiche di Milano e di Brescia. Oggi la raccolta rifiuti della città di Milano si attesta a circa 660 000 tonnellate all'anno di cui circa il 50% raccolte in modo differenziato. A2A nel 2013 ha presentato un piano industriale di riorganizzazione della filiera ambiente e con la creazione dell'azienda controllata A2A Ambiente: alcune attività della società Amsa sono state scorporate, come gli impianti di termovalorizzazione di Silla 2 e il complesso impiantistico di Gerenzano (VA); altri impianti sono invece rimasti ad Amsa, unitamente alla gestione della raccolta dei rifiuti e della pulizia delle strade.
Nel 2018 ha realizzato un fatturato di 340 milioni di € e un utile netto di 24,8 milioni.

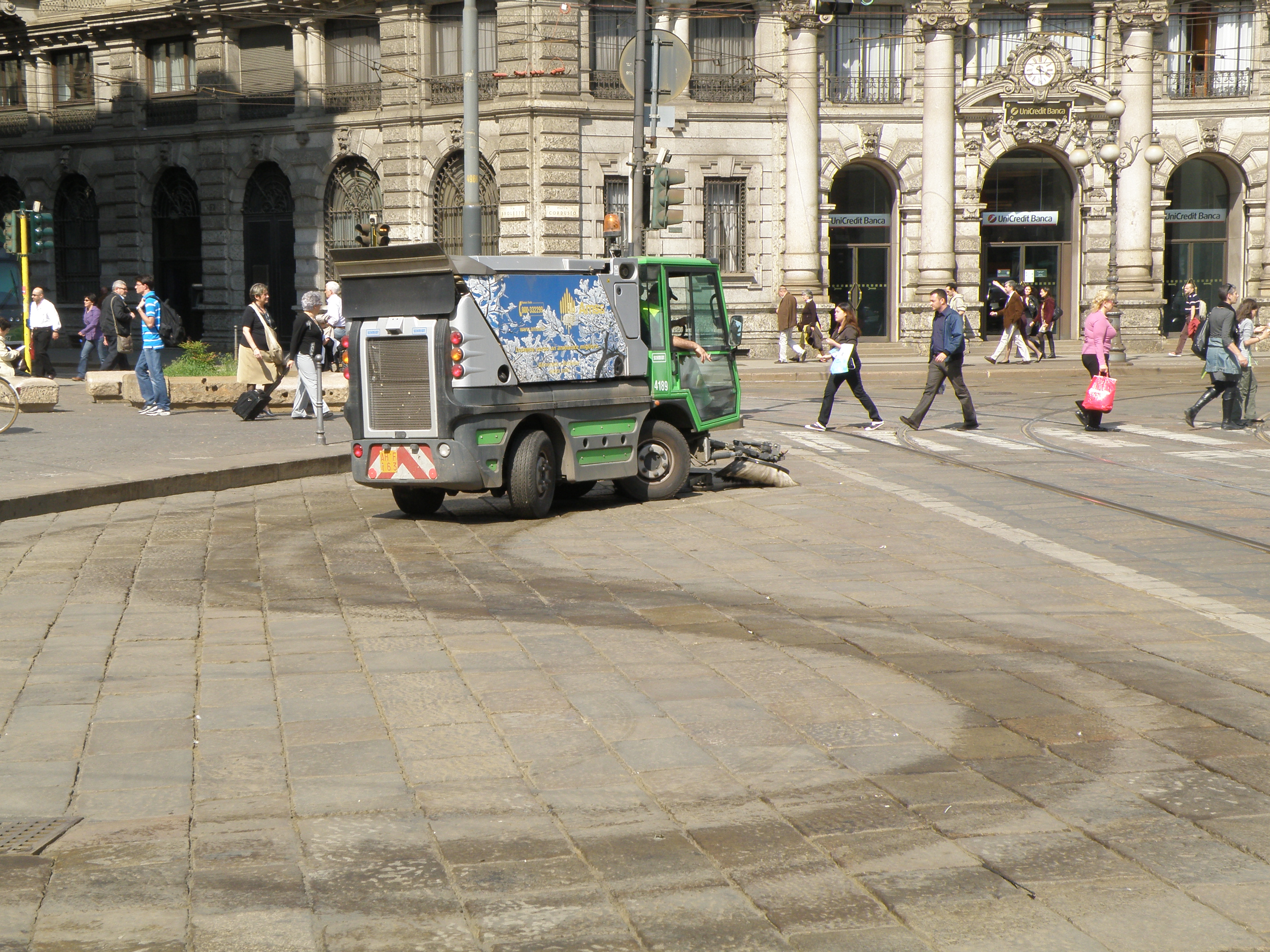
Una spazzatrice Amsa in servizio a Milano

## Organizzazione
Amsa S.p.A. è strutturata in quattro dipartimenti operativi che servono le rispettive zone:
- Olgettina: Milano nord-est
- Zama: Milano sud-est
- Primaticcio: Milano sud-ovest
- Silla: Milano nord-ovest

## Comuni serviti
- Milano

Amsa gestisce i servizi ambientali anche nei seguenti comuni dell'area metropolitana milanese:
- Bresso
- Buccinasco
- Cormano
- Corsico
- Gerenzano
- Lacchiarella
- Novate Milanese
- Paderno Dugnano
- Pero
- Pioltello
- San Donato Milanese
- San Giuliano Milanese
- Saronno
- Segrate
- Settimo Milanese
- Uboldo